# Ivan IV. Etiopski
Ivan IV. Etiopski (oko 1831. – 10. ožujka 1889.), rođen je kao Lij Kasaj Merča, bio je etiopski car od 1872. do svoje smrti 1889.

## Životopis
Ivan je rođen u Pokrajini Enderta kao sin Merča, upravitelja Pokrajine Tembien, i njegove supruge Amate Selasije, kćeri lokalnog dejazmača (nešto poput vojvode) Dimtsu Debaba od Enderte, nećaka moćnog rasa Volde Selasija od Enderte. Ivan je zbog svoje prabake Vorkevohe KaleKristos od Adve mogao tvrditi da i u njemu teče salamonska krv (ona je bila unuka rasa Mikaela Sehula. Ivan IV. osjećao se slijednikom Salamonske dinastije, i po očevoj liniji (također po ženskim slijednicama), njegova majka bila je potomak vladarske obitelji iz Tigraja kasnih 1970-ih i početkom 1980-ih.

## Uspon do trona
Ivan Kasaj, skrenuo je pažnju na sebe kao dejazmač (zapovjednik vojske), i zakleti neprijatelj cara Tevodrosa II. Na političku pozornicu uspeo se kad je dao svoju logističku i političku potporu britanskim snagama koje su upućene u Etiopiju da svrgnu cara Tevodrosa 1868. Britanci su mu kao nagradu za njegovu potporu, dali velik broj modernog naoružanja nakon svog povlačenja, poslije pobjede u Bitci kod Amba Mariama (znane i kao Magdala). Dobiveno oružje mu je pomoglo da stekne potpunu vlast nad Pokrajinom Tigraj. Tako je postao jedan od tri najmoćnija vladara Etiopije, druga dvojica bili su; Vagšum Gobeze vladar Laste i budući car Tekle Georgis II., te kralj Menelik vladar Šoe budući car Menelik II. Sva trojica željela su postati carevi, a jednako tako tvrdili su da su direktni krvni slijednici Salomonske dinastije. Rivalstvo s Vagšumom Gobezeom za Ivana Kasaja bilo je osobito neugodno, jer je njegova sestra Dinkineš Merča, bila je udana za Vagšuma Gobezea.
Vagšum Gobeze proglasio se carem 1868. godine kao Tekle Georgis II. od Etiopije u Sokoti, na teritoriju kojim je vladao u - Vagu. Kako je Abuna Etiopske tevahedo crkve umro neposredno prije njegova proglašenja, nije bilo nikog tko bi ga mogao okruniti za cara, a ni Ivan Kasaj nije htio priznati svog šogora za cara.
Tekle Georgis II., nakon što je osigurao podršku Adala od Godžama i kralja Menelika od Šoe, napao je Tigraj 1871. želivši pokoriti Ivana Kasaja. Kasaj ga je porazio i zarobio u bici kod Avde 11. srpnja 1871., oslanjajući se na brojno britansko naoružanje i dobru obuku svojih vojnika. Car Tekle Georgis II. umro je sljedeće godine u Kasajevom zatočeništvu. Nakon njegove smrti njegova udovica, carica Dinkineš Merča (sestra Ivana Kasaja), preselila se na dvor u Mek'ele i nastavila živjeti uz sve počasti carskog naslova.
Ivan Kasaj se dugo pripremao za svoje carsko ustoličenje, platio je koptskom patrijarhu Aleksandrije da pošalje novog Abunu Etiopske pravoslavne tevahedo crkve u zamjenu za preminulog Abuna Salama III. Patrijarh Ćiril V. Aleksandrijski u lipnju 1869. poslao je novog Abunu Atatevosa.
Potom je 12. siječnja 1872., Abuna Atatevos okrunio za cara Etiopije Ivana Kasaja u gradu Asumu, kao prvog nakon legendarnog Fasilidesa Etiopskog (1632. – 1667.)

## Rat s osmanskim Egiptom
Tijekom cijele svoje vladavine Ivan IV. bio je okupiran ratovima na svojim sjevernim granicama. Isprva je ratovao s Egipatskim kedivom Ismail Pašom, koji je želio ovladati cijelim slivom rijeke Nil. Egipćani su isprva poticali Menelika vladara Šoe protiv Ivana IV., ali se i on okrenuo od njih, i shvatio da su mu neprijatelji nakon što su oni iz luke Zeila navalili i okupirali grad Harar 11. listopada 1875. I on je poput cara Ivana IV. držao Harar sastavnim dijelom Etiopije, i to je smatrao nezakonitim komadanjem vlastite zemlje. Egipćani su tad poželjeli proširiti svoju vlast iz obalnog pojasa na unutrašnjost Etiopije. Isprva je Ivan IV. molio i kumio Britance da nekako zaustavie svog egipatskog saveznika, pa se čak i namjerno povlačio da zorno pokaže da je žrtva a kediv agresor. Naposljetku je shvatio da Britanci neće poduzeti ništa, te je okupio svoju vojsku te krenuo ususret egipatskim snagama.
Dvije vojske sukobile su se u Bitci kod Gundata (koji se zove i Guda-Gude) u jutarnjim satima 16. studenoga 1875. Ivan IV., zauzeo je pložaje i sačekao egipatsku vojsku koja je sama upala u stupicu. Oni su u zbijenim pješačim kolonama ušli u usku kotlinu, tad je etiopsko topništvo s okolnih planina otvorilo vatru na njih, i uništilo gotovo cijelu egipatsku vojsku, zajedno s brojnim europskim i američkim časnicima instruktorima. U Egiptu se o ovom porazu šutjelo, iz straha da bi to moglo ugroziti kedivovu vlast.
Egipćani su nato poslali nove snage želivši se osvetiti za poraz kod Gundata. Ponovno ih je presreo car Ivan IV. i uz pomoć svog sposobnog zapovjednika Alula Engida, porazio u Bitci kod Gura (7-9 ožujka 1876.)
Nakon te pobjede Menelik se definitivno priklonio Ivanu IV., i priznao njegovo vrhovništvo. Ivan IV. je zauzvrat priznao Meneliku njegovo nasljedno pravo na titulu kralja od Šoe (čak ga je osobno krunio).
Dvije obitelji su svoje savezništvo potkrijepile ženidbom. Kćer kralja Menelika Zevdita udala se za sina Ivana IV. -Araja Ivana Selasija.
Nakon tih sjajnih pobjeda, i konsolidacije vlasti car Ivan IV. sazvao je Crkveni sabor Etiopske crkve u Bora Medu 1878. Na tom skupu su konačno zaključeni teološki sporovi u lokalnoj crkvi, kršćanima, muslimanima i mnogobošcima dati su rokovi prilagodbe odlukama crkvenog sabora. Svim ne-kršćanima zabranjeno je bilo kakvo sudjelovanje u vlasti, osim ako ne prijeđu na kršćanstvo, muslimanima je dat rok od tri mjeseca, a mnogobošci su krštenje trebali obaviti trenutno. Ivan IV. prislio je kralja Šoe Menelika da protjera sve katoličke misionare iz Šoe.
Poduzeo je još jedan radikalni potez, zatražio je od patrijarha Ćirila Aleksandrijskog da mu zbog povećanog broja vjernika pošalje četiri a ne kao dotad jednog episkopa. Oni su stigli u Etiopiju - 1881., na čelu s Abunom Petrosom kao patrijarhom Etiopije, Abuna Matevos bio je određen za Šou, Abuna Lukas za Godžam, te Abuna Markos za Gondar. Abuna Markos je ubrzo umro tako da njegova episkopija priključena onoj Abune Atatevosa.

## Rat sa Sudanom
Nakon što se Muhamed Ahmad proglasio Mahdijem, u Sudanu je izbila duga i vrlo nasilna pobuna. Njegovi sljedbenici ubrzo su prezeli vlast u cijelom Sudanu i odsjekli odstupnice egipatskom garnizonu. Zbog tog su Britanci zatražili da Ivan IV. dozvoli da se Egipatski garnizon povuče preko Etiopije. Car je na to pristao, ali je time na sebe navukao bijes Mahdijevaca koji su navalili na Etiopiju. Oni su porazili Ras Alula u Bitci kod Kufita, 23. rujna 1885. Otprilike u isto vrijeme, Italija je preuzela kontrolu nad abesinijskom lukom Massawa i time uvećala etiopske probleme.
Vanjskim problemima pridružili su se i domaći kad su se pobunili vladari Godžama i Šoe. Ivan IV. brutalno je skršio pobunu u Godžamu, ali prije nego što je uspio stići do Šoe, nju su već poharale snage Mahdija (oni su tad opljačkali i spalili Gondar). Zbog toga se car spremio na ratni pohod u Godžam ususret Mahdijevcima.

## Smrt
Ivan IV. poginuo je u borbi s nasljednikom Mahdija Abdulahom ibn Muhamedom za vrijeme Bitke kod Galabata 9. ožujka 1889. Smrtno ga je ranio Mahdijski snajperist, njegovi suborci odnijeli su ga u njegov šator gdje je preminuo nakon sat vremena. Njegova smrt pokolebala je moral etiopske vojske, koja je dotad gotovo slomila Mahdijevce. Smrt cara djelovala je porazno i etiopska vojska razbježala se nakon toga u panici.
Mahdijevci su se dočepali tijela Ivana IV. te su ga odnijeli sa sobom u Omdurman, glavu su mu nabili na kolac i izložili je kao simbol svoje pobjede nad nevjernicima.
Nakon smrti Ivana IV. nastala je borba za vlast, jedna grupa tigrajskih odličnika željela je da carsko mjesto naslijedi njegov sin Ivan Mengeša. Ali drugi brojni carski rođaci nisu htjeli Ivana Mengešu, nisu ga čak držali za njegova zakonitog sina već samo za nećaka. Tako da je uskoro Tigraj postao poprište žestokih borbi. To je iskoristio kralj Šoe Menelik koji se uskoro ustoličio kao car Menelik II. S druge strane datu priliku u Tigraju iskoristili su i Talijani koji su zauzeli Hamasien, Nakon toga utjecaj tigranjaca u etiopskoj središnjoj vlasti bitno je opao. Potomci Ivana IV. vladali su Tigrajem kao nasljedni knezovi sve do sloma monarhije 1974.

## Vanjske poveznice
- Ivan IV. (engl.)
- Ethiopian Treasures - car Ivan IV., Bitka kod Meteme - Etiopija  Arhivirana inačica izvorne stranice od 4. listopada 2009. (Wayback Machine) (engl.)
- Imperial Ethiopia Homepages - car car Ivan IV. (engl.)

| Prethodnik:       | Etiopski car (1872. - 1889.) | Nasljednik: |
| Tekle Georgis II. | Etiopski car (1872. - 1889.) | Menelik II. |